# ميليسنت فينويك
ميليسنت فينويك (بالإنجليزية: Millicent Fenwick)‏ (و. 1910 – 1992 م) هي سياسية، ودبلوماسية من الولايات المتحدة الأمريكية ولدت في مدينة نيويورك.
وهي عضوة في الحزب الجمهوري .

## التعليم
تعلمت في جامعة كولومبيا، وذا نيو سكول.